# Мелісса Горман
Мелісса Горман (англ. Melissa Gorman, 11 грудня 1985) — австралійська плавчиня.
Учасниця Олімпійських Ігор 2008, 2012 років.
Чемпіонка світу з водних видів спорту 2009 року, призерка 2011 року.
Призерка Чемпіонату світу з плавання на короткій воді 2004 року.
Призерка Чемпіонату світу з плавання на відкритій воді 2010 року.
Переможниця Пантихоокеанського чемпіонату з плавання 2010 року.
Призерка Ігор Співдружності 2006, 2010 років.